# Barovka
 Barovka  falu Horvátországban Zágráb megyében. Közigazgatásilag Krašićhoz tartozik.

## Fekvése
Zágrábtól 43 km-re délnyugatra, községközpontjától 5 km-re északnyugatra a Zsumberki-hegység területén a megye déli határán fekszik. 

## Története
A falunak 1857-ben 49, 1910-ben 91 lakosa volt. Trianon előtt Zágráb vármegye Jaskai járásához tartozott. 2001-ben 18 lakosa volt. 

## Lakosság
| Lakosság változása | Lakosság változása | Lakosság változása | Lakosság változása | Lakosság változása | Lakosság változása | Lakosság változása | Lakosság változása | Lakosság változása | Lakosság változása | Lakosság változása | Lakosság változása | Lakosság változása | Lakosság változása | Lakosság változása |
| ------------------ | ------------------ | ------------------ | ------------------ | ------------------ | ------------------ | ------------------ | ------------------ | ------------------ | ------------------ | ------------------ | ------------------ | ------------------ | ------------------ | ------------------ |
| 1857               | 1869               | 1880               | 1890               | 1900               | 1910               | 1921               | 1931               | 1948               | 1953               | 1961               | 1971               | 1981               | 1991               | 2001               |
| 49                 | 52                 | 71                 | 87                 | 90                 | 91                 | 76                 | 87                 | 87                 | 78                 | 72                 | 54                 | 41                 | 29                 | 18                 |

## Külső hivatkozások
Krašić hivatalos oldala